# Huisseling en Neerloon

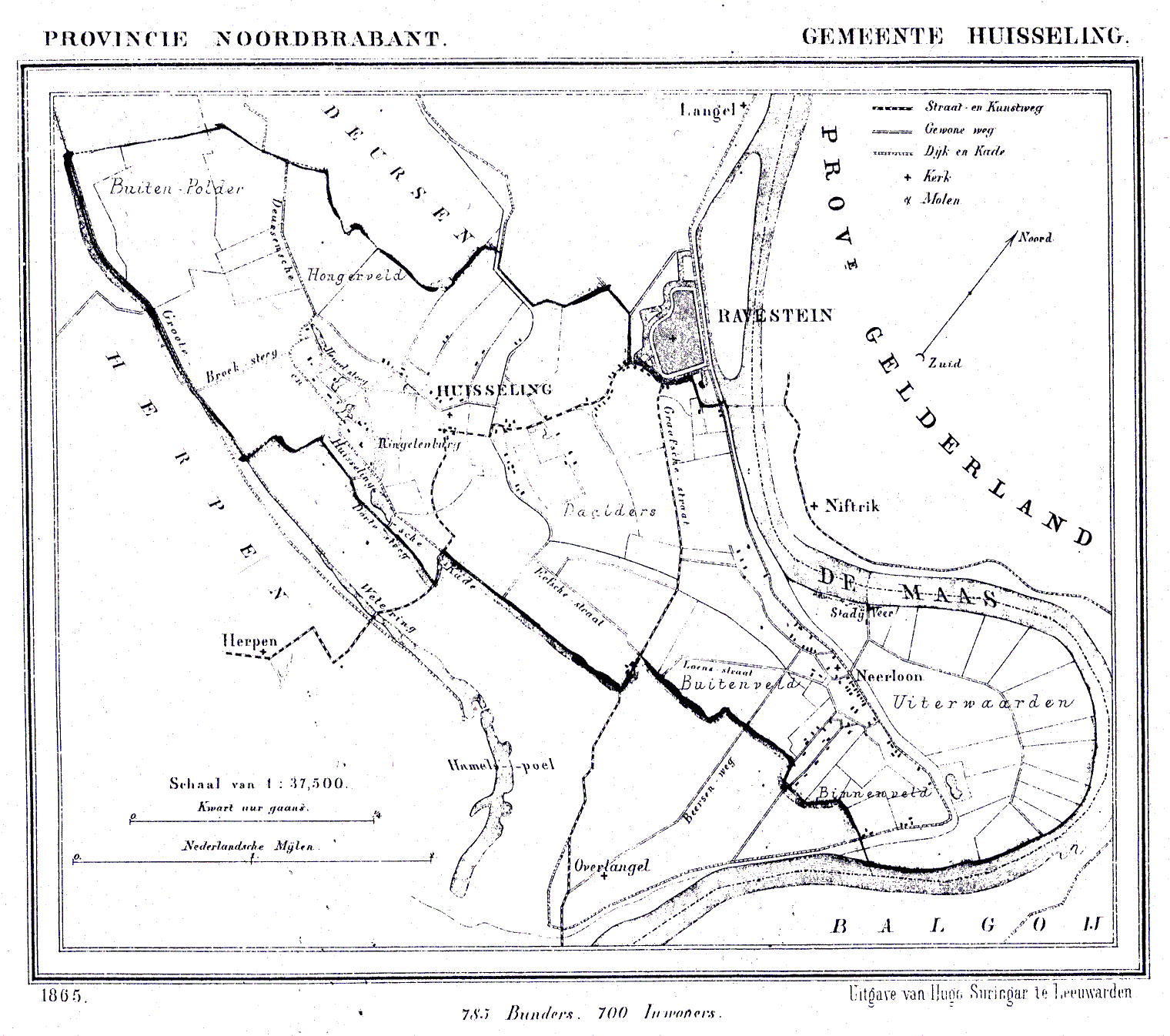
Kaart gemeente Huisseling en Neerloon (1865)

Huisseling en Neerloon is een voormalige gemeente in Noord-Brabant met een oppervlakte van 785 hectare. De gemeente bestond uit de dorpen Huisseling en Neerloon.
In 1923 is de gemeente samen met de gemeentes Deursen en Dennenburg en Dieden, Demen en Langel geannexeerd door Ravenstein.

## Voorgesteld dorpswapen
In 1992 stelde de Noordbrabantse Commissie voor Wapen- en Vlaggenkunde dit dorpswapen voor de dorpen Huisseling en Neerloon voor:

In 1992 voorgesteld dorpswapen